# Universidade de Valência

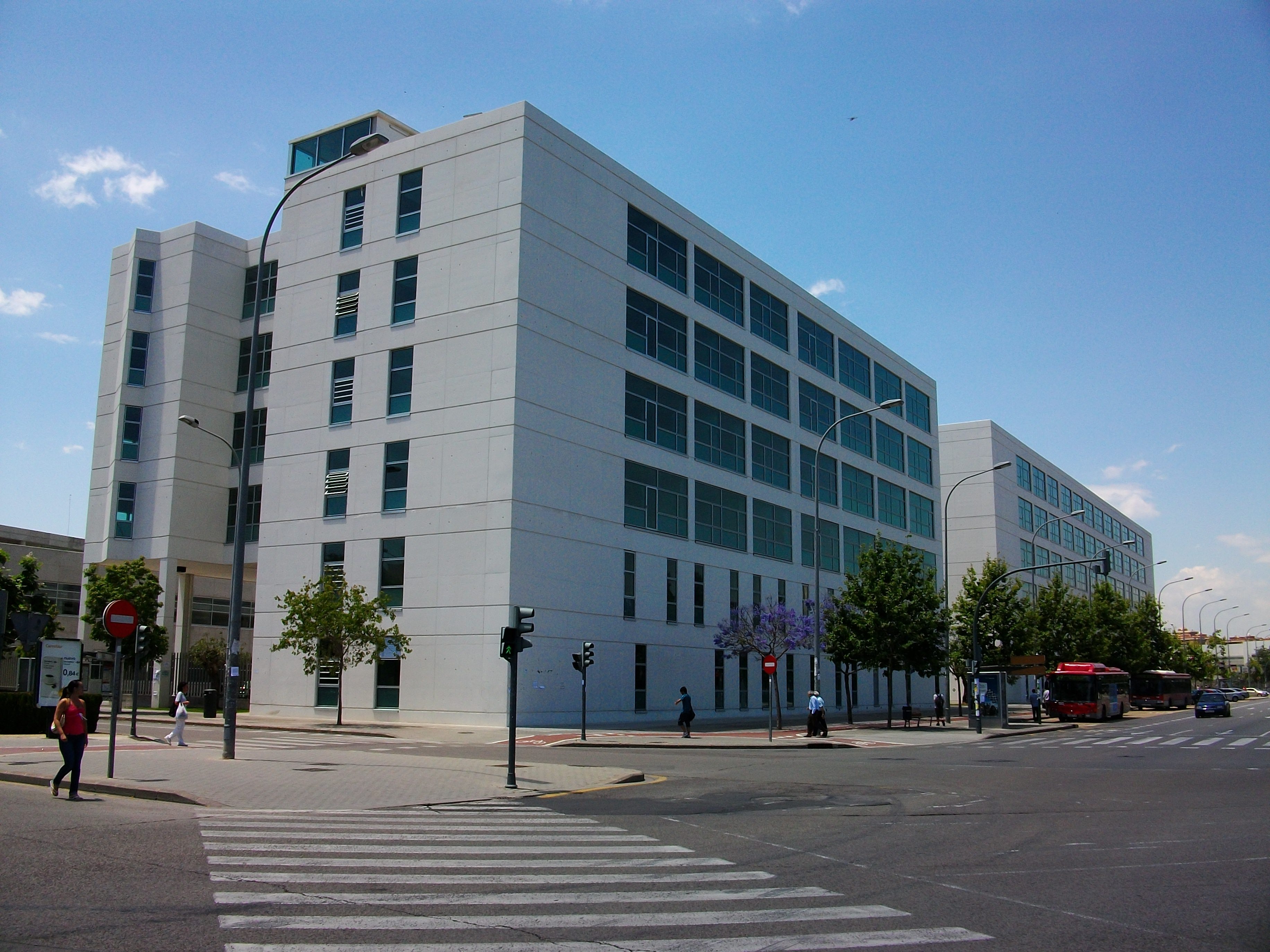
Faculdades do polo de Tarongers

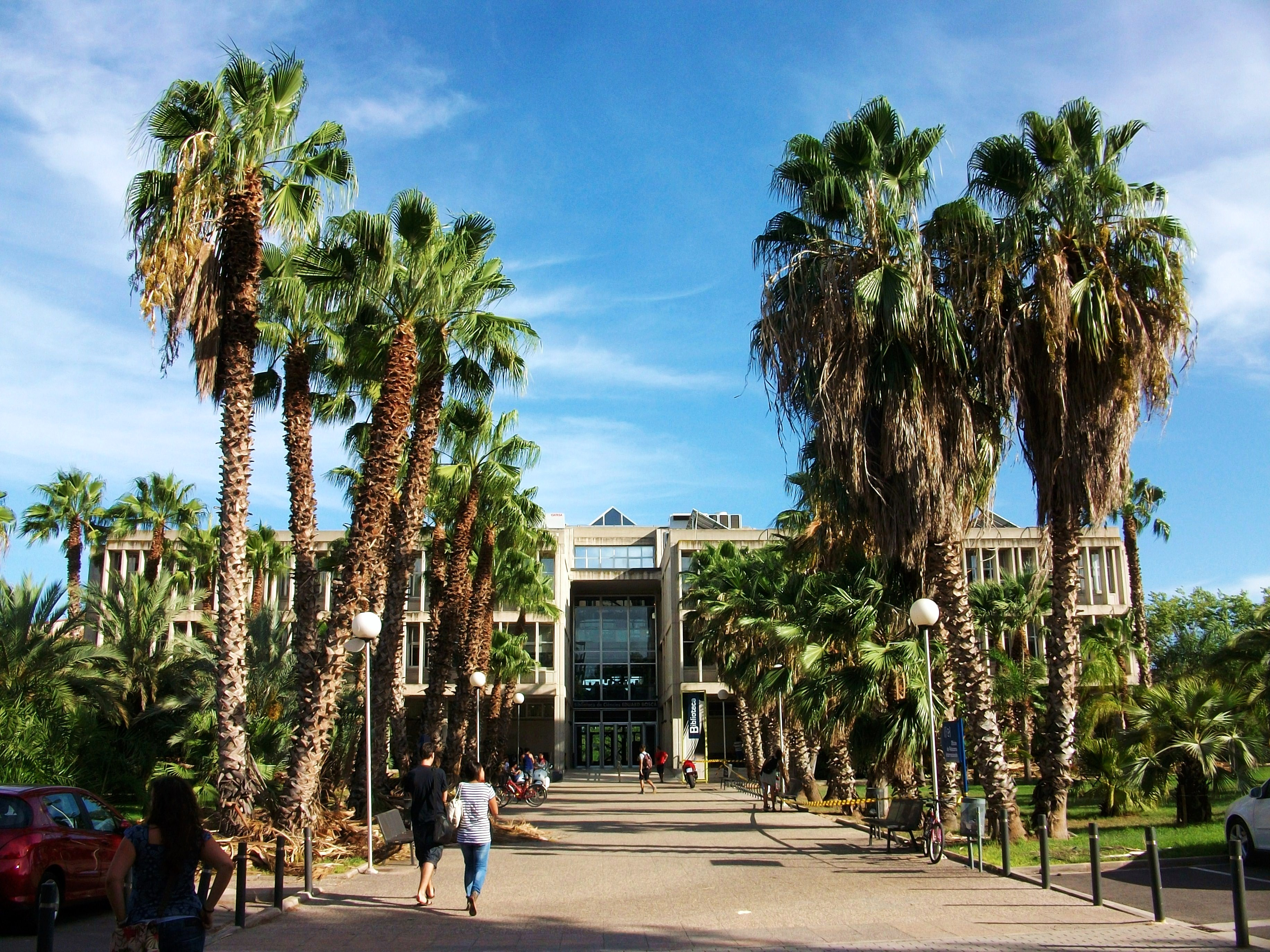
Biblioteca de Ciências Eduard Boscà, no polo de Burjassot

A Universidade de Valência (nome oficial em valenciano: Universitat de València-Estudi General) é uma universidade pública da Comunidade Valenciana, Espanha, que além da sede em Valência, tem polos em Burjassot e Ontinyent. Fundada em 1499 com o nome de Estudi General, é uma das universidades mais importantes e antigas de Espanha. Atua na docência e na investigação em quase todos os campos do saber e figura entre as quatro melhores universidades de Espanha, as cem melhores da Europa e as duzentas melhores do mundo.
Além de dois polos em Valência (Blasco Ibáñez e Tarongers), um em Burjassot (Paterna) e outro em Ontinyent, tem diversas extensões, delegações, centros, além de imóveis históricos, como por exemplo o edifício La Nau, o Jardim Botânico de Valência e o Palau de Cerveró, onde funciona o Instituto de História da Medicina e da Ciência López Piñero. É conhecida em Valência como a "universidade literária", para a distinguir da Universidade Politécnica de Valência, apesar de uma parte considerável da docência e investigação se desenvolva em áreas não literárias.
Em março de 2010 contava com aproximadamente 55 000 estudantes, o que faz dela a maior das sete universidades que fazem parte do sistema universitário da Comunidade Valenciana e a a sétima a nível de Espanha. Na mesma data tinha cerca de 3 500 docentes e investigadores e 1 700 funcionários nas áreas administrativas e de serviços.
A Universidade de Valência encontra-se entre as quatro melhores universidades espanholas em termos de investigação, desenvolvimento e inovação (I+D+i), contando com 18 institutos universitários de investigação, três deles em conjunto com o Conselho Superior de Investigações Científicas, a principal instituição pública de investigação de Espanha. Grande parte destes centros funcionam no Parque Científico da Universidade de Valência, onde também se encontram um ninho de empresas e diversas empresas de base tecnológica, algumas delas spin-offs da própria universidade.

## História
Desde o século XIII que existem em Valência estabelecimentos de ensino superior, que até ao século XV estavam dispersos e a cargo de diversas entidades. Os Jurados de Valência[a] esforçaram-se por reunir todos esses estabelecimentos da cidade, tanto civis como ligados à Igreja, numa única entidade, o que viria a culminar na publicação em 1412 dos estatutos do Estudi General, antecessor da universidade propriamente dita. Esses estatutos foram aprovados pelo governo municipal e pelo bispo Hugo de Llupià.
As aulas começaram por funcionar em locais junto à Igreja de São Lourenço, mas a liberdade de educação consagrada nos forais de Valência permitiu a criação de escolas noutros locais. A unificação inicial só durou até 1416, mas serviu de base à futura criação da universidade.
Anos depois, a próspera sociedade valenciana do século XV, conhecido como o "Século de Ouro Valenciano", almejava a que os estudos da sua cidade alcançassem o estatuto de estudos universitários, o que levou o conselho municipal a retomar a tarefa de unificação. Do ponto de vista logístico, o conselho acordou a aquisição de casas e quintas para instalar o Estudo Geral, enquanto que em termos administrativos encarregou os Jurados de Valência de elaborar novos estatutos que previssem a concessão de títulos académicos de nível universitário. Em resultado disso, a 1 de abril de 1493 foi comprada a Isabel Saranyó uma casa com hortas e pátios que foi convertida na primeira sede da universidade, o atual Palau de La Nau. Os estatutos da universidade  (Constituciones del Estudio General) foram publicados a 30 de abril de 1499.
Ficaram então apenas a faltar as licenças para que a universidade pudesse começar a funcionar. O Papa Alexandre VI, valenciano de nascimento, reconheceu a universidade numa bula pontifícia de 23 de abril de 1501, que autorizava o arcebispo a otorgar títulos de bacharel e doutor em nome da autoridade pontifícia. Um decreto de Fernando, o Católico datado de 2 de fevereiro de 1502 ratificou o carácter universitário. O Estudi General foi inaugurado oficialmente em 13 de outubro de 1502 com prerrogativas e distinções equivalentes às universidades de Roma, Bolonha, Salamanca e Lérida.
Atualmente, a Universidade de Valência conta com 18 Faculdades e Escolas localizadas nos seus três campi urbanos. 
Cada uma destas instituições alberga diferentes Departamentos - um total de 92 - e oferece diferentes Grados (4 anos) e Mestrados, assim como diferentes programas de Doutoramento/Doutorado.
Campus de Burjasot-Paterna
- Escola Técnica Superior de Engenharia
- Faculdade de Ciências Biológicas
- Faculdade de Ciências Matemáticas
- Faculdade de Farmácia
- Faculdade de Física
- Faculdade de Química

Campus da Avenida Blasco Ibáñez
- Faculdade de Fisioterapia
- Faculdade de Enfermagem e Podologia
- Faculdade de Ciencias do Desporto e de Educação Física
- Faculdade de Filologia, Tradução e Comunicação
- Faculdade de Filosofía e Ciências da Educação
- Faculdade de Geografia e História
- Faculdade de Medicina e de Odontologia
- Faculdade de Psicologia

Campus de Tarongers
- Faculdade de Ciências Sociais
- Faculdade de Economia
- Faculdade de Direito
- Facultad de Formação de Professores (Magistério)

Campus de Ontenyent
- Faculdade de Economia
- Faculdade de Formação de Professores (Magistério)